# فرودگاه ملی جزیره کارپتاس
فرودگاه ملی جزیره کارپتاس (به انگلیسی: Karpathos Island National Airport) یک فرودگاه با کد یاتا AOK است که یک باند فرود آسفالت دارد و طول باند آن ۲۳۹۹ متر است. این فرودگاه در کشور یونان قرار دارد و در ارتفاع ۲۰ متری از سطح دریا واقع شده است.

## شرکت‌های هواپیمایی و مقصدهای پروازی
| شرکت‌های هواپیمایی                          | مقصدهای پروازی                                                            |
| ------------------------------------------ | ------------------------------------------------------------------------- |
| آلبااستار                                  | فصلی: اوریو آل سریو، بلوونی گوگلیلمو مارکونی، میلانو مالپنسا              |
| آسترا ایرلاینز                             | فصلی: سالونیک چارتر فصلی: بن گوریون                                       |
| آسترین ایرلاینز                            | فصلی: وین، لینز                                                           |
| ایر صربیا اجرا توسط ایر صربیا              | چارتر فصلی: بلگراد نیکولا تسلا                                            |
| Neos                                       | چارتر فصلی: اوریو آل سریو، بلوونی گوگلیلمو مارکونی، میلانو مالپنسا، ورونا |
| نیکی لوفت‌فارت                              | فصلی: وین                                                                 |
| نووایر                                     | چارتر فصلی: گوتنبرگ-لاندوتر، استکهلم-آرلاندا                              |
| المپیک ایر                                 | آتن، جزایر کاسوس، رود، عمومی سیتیا                                        |
| هواپیمایی اسکاندیناوی                      | چارتر فصلی: کپنهاگ، گاردرموئن اسلو، ورنس تروندهایم                        |
| Sky Express                                | آتن                                                                       |
| اسمارت‌وینگز اجرا توسط تراول سرویس ایرلاینز | فصلی: پراگ رازیون، ام. آر. استفانیک                                       |
| Thomas Cook Airlines Scandinavia           | چارتر فصلی: گاردرموئن اسلو                                                |
| ترانساویا.کام                              | چارتر فصلی: اسخیپول آمستردام                                              |
| Travel Service Polska                      | فصلی: بوداپست فرنک لیست                                                   |
| تی‌یوآی ایرلاینز نیدرلندز                   | فصلی: اسخیپول آمستردام                                                    |
| ویولینگ                                    | فصلی: لئوناردو دا وینچی-فیومیچینو                                         |